# Ordinariato militare in Austria
L'ordinariato militare in Austria è l'ordinariato militare della Chiesa cattolica per l'Austria. È retto dal vescovo Werner Freistetter.

## Territorio
Sede dell'ordinariato è la città di Vienna. A Wiener Neustadt si trova la basilica cattedrale di San Giorgio.

## Storia
Il vicariato castrense per l'impero austro-ungarico fu eretto il 22 dicembre 1773.
Il vicariato castrense si conservò anche alla caduta dell'impero nel 1918, ma venne soppresso in seguito all'Anschluss ed è stato ristabilito il 21 febbraio 1959.
Il 21 aprile 1986 il vicariato castrense è stato elevato ad ordinariato militare con la bolla Spirituali militum curae di papa Giovanni Paolo II.
Dal 1990 al 1994 e dal 1997 al 2015 il vescovo ordinario militare ha portato il titolo di vescovo titolare di Wiener Neustadt, città dove l'ordinariato ha la sede.

## Cronotassi dei vescovi
Si omettono i periodi di sede vacante non superiori ai 2 anni o non storicamente accertati.
- Johann Heinrich von Kerens, S.I. † (22 dicembre 1773 - 26 novembre 1792 deceduto)
- Sigismund Anton von Hohenwart, S.I. † (1792 - 29 aprile 1803 nominato arcivescovo di Vienna)
- Godfried Joseph Crüts van Creits † (28 luglio 1803 - 5 aprile 1815 deceduto)
- Joseph Chrysostomus Pauer † (24 aprile 1815 - 3 maggio 1824 nominato vescovo di Sankt Pölten)
- Josef Alois Schachtner † (1827 - 1830)
- Vinzenz Billig † (1831 - 1832)
- Michael Johann Wagner † (27 aprile 1833 - 1º febbraio 1836 nominato vescovo di Sankt Pölten)
- Johann Michael Leonhard † (19 novembre 1835 - 19 gennaio 1863 deceduto)
- Dominik Mayer † (1º ottobre 1863 - 4 maggio 1875 deceduto)
- August Landt † (1875 - 1878)
- Anton Josef Gruscha † (19 gennaio 1878 - 23 giugno 1890 nominato arcivescovo di Vienna)
- Koloman Belepotoczky † (16 luglio 1890 - 1º giugno 1911 dimesso)
- Emmerich Bjelik † (8 gennaio 1913 - 11 novembre 1918 dimesso)
- Ferdinand Stanislaus Pawlikowski (1918 - 26 aprile 1927 nominato vescovo di Seckau)
- Anton Allmer (1927 - 1938)
  - In seguito all'Anschluss viene soppresso il vicariato castrense
- Franz König † (21 febbraio 1959 - 7 maggio 1969 dimesso)
- Franz Žak † (8 maggio 1969 - 27 settembre 1985 dimesso)
- Alfred Kostelecky † (10 febbraio 1990 - 22 febbraio 1994 deceduto)
- Christian Werner (22 febbraio 1994 succeduto - 16 aprile 2015 dimesso)
- Werner Freistetter, dal 16 aprile 2015

## Statistiche
| anno | presbiteri | presbiteri | presbiteri | diaconi | religiosi | religiosi | parrocchie |
| anno | totale     | secolari   | regolari   | diaconi | uomini    | donne     | parrocchie |
| ---- | ---------- | ---------- | ---------- | ------- | --------- | --------- | ---------- |
| 1999 | 23         | 21         | 2          | 2       | 1         |           | 21         |
| 2000 | 22         | 20         | 2          | 2       | 2         |           | 23         |
| 2001 | 27         | 24         | 3          | 2       | 3         |           | 22         |
| 2002 | 26         | 23         | 3          | 2       | 3         |           | 21         |
| 2003 | 25         | 23         | 2          | 2       | 2         |           | 21         |
| 2004 | 26         | 25         | 1          | 4       | 1         |           | 21         |
| 2013 | 12         | 8          | 4          | 3       | 4         |           | 21         |
| 2016 | 15         | 9          | 6          | 3       | 6         |           | 20         |
| 2019 | 15         | 9          | 6          | 5       | 6         |           | 19         |
| 2021 | 18         | 14         | 4          | 6       | 4         |           | 20         |
| 2023 | 15         | 9          | 6          | 6       | 6         |           | 17         |